# Distrito de Pichos
El Distrito de Pichos es uno de los 23 distritos que conforman la Provincia de Tayacaja, situada en el Departamento de Huancavelica, en la región andina del centro del Perú..

## Historia
El distrito fue creado mediante la ley N.º 30391 el 19 de diciembre de 2015, durante el gobierno de Ollanta Humala Tasso.
En los primeros años, la municipalidad distrital de Huaribamba se encargó de la administración de recursos y servicios públicos del distrito de Pichos, hasta que se eligieran e instalaran nuevas autoridades.
El 10 de diciembre de 2017 se realizaron las primeras elecciones municipales distritales, resultando elegido Serapio Cunyas Quispe.

## Autoridades

### Municipales
| Cargo    | Autoridad Electa                | Partido Político | Partido Político                     |
| -------- | ------------------------------- | ---------------- | ------------------------------------ |
| Alcalde  | Faustino Lolo Alanya            |                  | Movimiento Regional Ayni             |
| Regidor  | Ivan Gabriel Mosquera           |                  | Movimiento Regional Ayni             |
| Regidora | Yuliña Unsihuay Quispe          |                  | Movimiento Regional Ayni             |
| Regidor  | Moises Zenobio Llamasca Quincho |                  | Movimiento Regional Ayni             |
| Regidora | Nivia Noemi Julian Gabriel      |                  | Movimiento Regional Ayni             |
| Regidor  | Sergio Ramos Huaman             |                  | Partido Político Nacional Perú Libre |

Alcaldes anteriores
- 2019 - 2022: Ever Cristian Alejo Arotoma , del Movimiento Regional Agua
- 2018:[2] Serapio Cunyas Quispe , del Frente Amplio.